# 信濃町 (新宿區)
信濃町（日语：／ Shinanomachi */?）是日本東京都新宿區的町名。町域人口為957人。未實施住居表示，郵遞區號160-0016。
町域內有JR信濃町站，外苑東通西側有慶應醫院，東側以創價學會相關設施聚集而聞名。

## 概要
位於新宿區南部。北接須賀町與左門町，東與東南部鄰南元町，東一部分接若葉三丁目，南與霞丘町之間以JR中央線路廊為界，西通大京町。
外苑東通西側是慶應義塾大學醫院、慶應義塾大學信濃町校區（醫學部）與東京電力醫院、民音音樂博物館等。地域南部的外苑東通東側是創價學會本部等創價學會相關設施，有「學會村」之稱。地域南端附近是信濃町站。
外苑東通貫通町域中央。幹線道路沿線大樓林立，巷內與北部以住宅地為主。
- 當談論到政治和宗教時，創價學會因本部位於此地而常以「信濃町」代稱，政治上則是指公明黨（日本政界常用各黨本部所在地做為代稱）。
- 「信濃町商店振興會」加盟店的貼紙是與創價學會三色旗一樣的紅、黃、藍三色[2]。此外，這三色也常見於町内商店的看板。

## 歷史

### 地名的由來
當地是江戶時代幕臣永井尚政（信濃守）的屋敷。1873年（明治6年），以現在的外苑東通為界，西是「千駄谷西信濃町」，東為「四谷東信濃町」。

### 沿革
- 1873年（明治5年）　外苑東通為界成立千駄谷西信濃町與四谷東信濃町。
- 1943年（昭和18年）兩町合併為信濃町。

## 町名與町域的變遷
| 1872年（明治5年）7月 | 1879年（明治12年）4月           | 1891年（明治24年）3月       | 1911年（明治44年）5月 | 1943年（昭和18年）4月 |
| -------------------- | ------------------------------- | --------------------------- | --------------------- | --------------------- |
| 四谷東信濃町         | →                               | →                           | 東信濃町              | 信濃町                |
| 千駄谷西信濃町       | （南豐島郡千駄谷村） 字西信濃町 | （編入四谷區） 四谷西信濃町 | 西信濃町              | 信濃町                |
| 千駄谷仲町一丁目     | （南豐島郡千駄谷村） 字火薬庫前 | （編入四谷區） 四谷西信濃町 | 西信濃町              | 信濃町                |
| 千駄谷仲町二丁目     | （南豐島郡千駄谷村） 字火薬庫前 | （編入四谷區） 四谷西信濃町 | 西信濃町              | 信濃町                |

行政區劃變遷
- 1868年（明治元年） - ：　東京府
- 1878年（明治11年） - ：　東京府四谷區
- 1889年（明治22年） - ：　東京府東京市四谷區
- 1943年（昭和18年） - ：　東京都四谷區
- 1947年（昭和22年） - ：　東京都新宿區

## 設施

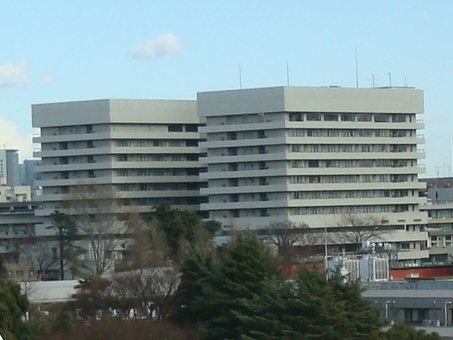
慶應醫院

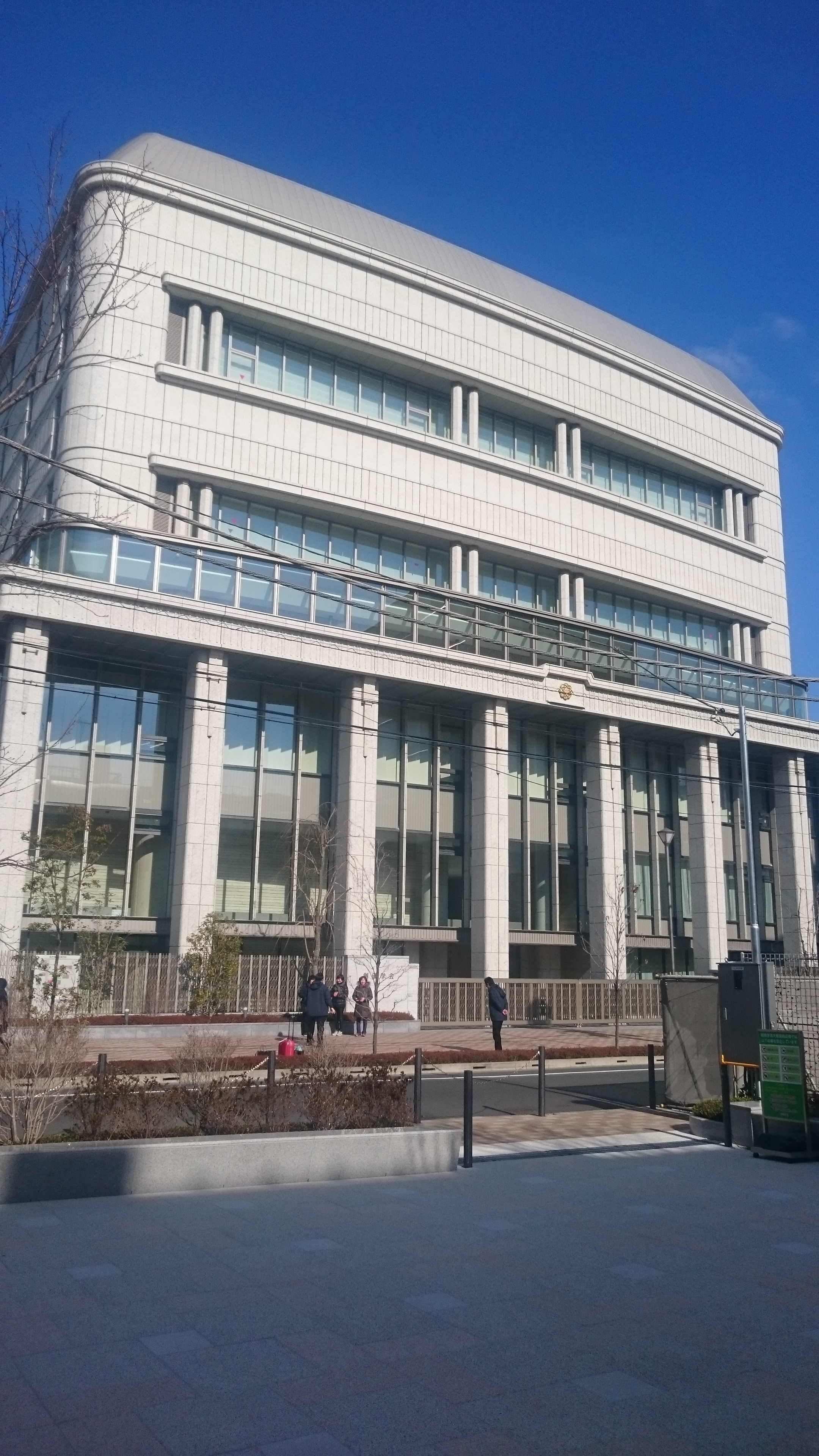
創價學會・広宣流布大誓堂

舊西信濃町地區
- 慶應義塾大學信濃町校區
- 慶應義塾大學醫院
- 東京電力醫院
- 信濃町煉瓦館
- 文學座

舊東信濃町地區
- 創價學會本部（以及其他相關設施）
  - 聖教新聞社本社
  - 民音（民主音樂協會）
- 四谷郵便局

## 備註
1. ↑  .   [2013-08-09]. （原始内容存档于2014-08-19）.
2. 1 2 3  古川利明　『システムとしての創価學會＝公明党』（第三書館　1999年10月25日）　ISBN 978-4807499229